# Interpro Cycling Academy
Interpro Cycling Academy (código UCI: IPC) é um equipa de ciclismo profissional japonêsa de categoria Continental que foi criada em 2010.

## Material ciclista
As bicicletas com as que competem são da marca Stradalli.

## Classificações UCI
A partir de 2005 a UCI instaurou os Circuitos Continentais UCI, onde a equipa está registada dentro do UCI Asia Tour.

### UCI Africa Tour
| Temporada | Classificação por equipas | Melhor corredor    | Posição |
| 2017      | 9º                        | Tesfom Okubamariam | 7º      |
| 2018      | 13º                       | Alexey Vermeulen   | 72º     |

### UCI America Tour
| Temporada | Classificação por equipas | Melhor corredor   | Posição |
| 2018      | 27º                       | Daniel Whitehouse | 154º    |

### UCI Asia Tour
| Temporada | Classificação por equipas | Melhor corredor    | Posição |
| 2017      | 62º                       | Tesfom Okubamariam | 123º    |
| 2018      | 41º                       | Daniel Whitehouse  | 83º     |

### UCI Europe Tour
| Temporada | Classificação por equipas | Melhor corredor   | Posição |
| 2018      | 138º                      | Daniel Whitehouse | 1676º   |

### UCI Oceania Tour
| Temporada | Classificação por equipas | Melhor corredor   | Posição |
| 2018      | 18º                       | Daniel Whitehouse | 105º    |

## Palmarés

### Palmarés de 2019

#### Circuitos Continentais UCI
| Data        | Circuito              | Carreiras                    | Ganhador          |
| 23 de março | UCI Asia Tour de 2019 | 2.ª etapa do Tour de Tochigi | Māris Bogdanovičs |

## Elencos

### Elencos de 2019
| Nome                     | Nascimento | Nacionalidade  | Equipa de 2018             |
| Hernán Aguirre           | 13/12/1995 | Colômbia       | Manzana Postobón Team      |
| Māris Bogdanovičs        | 19/11/1991 | Letônia        | Amore & Vita-Prodir        |
| David Casanovas          | 01/04/1997 | Espanha        | Neoprofesional             |
| Charles-Étienne Chrétien | 19/06/1999 | Canadá         | Silber Pro Cycling         |
| Evan Clouse              | 06/11/1999 | Estados Unidos | Neoprofesional             |
| Adrien Guillonnet        | 21/11/1993 | França         | Neoprofesional             |
| Florian Hudry            | 06/11/1994 | França         | Interpro Stradalli Cycling |
| Yuki Ishihara            | 05/04/1997 | Japão          | Interpro Stradalli Cycling |
| Simon Jones              | 24/08/1997 | Estados Unidos | Neoprofesional             |
| Tomoya Koyama            | 18/07/1998 | Japão          | Neoprofesional             |
| Kyohei Mizuno            | 23/10/1988 | Japão          | Interpro Stradalli Cycling |
| Gauthier Navarro         | 11/03/2000 | França         | Neoprofesional             |
| Samuel Ponce             | 28/11/1991 | Andorra        | Neoprofesional             |
| Aleksejs Saramotins      | 08/04/1982 | Letônia        | Bora-Hansgrohe             |
| Koki Shinoda             | 11/09/1999 | Japão          | Interpro Stradalli Cycling |
| Pablo Torres             | 27/11/1987 | Espanha        | Burgos-BH                  |